# 五角錐球狀屋頂
五角錐球狀屋頂是一種由20個三角形和4個正方形組成的二十四面體，為詹森多面體的其中一個，索引為J90。其可以藉由合併2個去除2個三角形面的球狀屋頂來構造，但它無法由柏拉圖立體（正多面體）和阿基米得立體（半正多面體）經過切割、增補而得來，是詹森多面體中的基本立體之一。詹森多面體是凸多面體，面皆由正多邊形組成但不屬於均勻多面體，共有92種。這些立體最早在1966年由諾曼·詹森（Norman Johnson）命名並給予描述。

## 性質
五角錐球狀屋頂共由24個面、38條邊和16個頂點組成。其可以視為由2個去除2個三角形面的球狀屋頂三角形面重新排列合併而成，每個去除2個三角形面的球狀屋頂有12個面，三角形面重新排列合併完成後為二十四面體。其英文名稱字首「di-」表示兩個球狀屋頂，而字尾「-cingulum」（為belt（腰帶）的拉丁語）指的是12個分布於兩個正方形「屋頂」周圍的三角形的腰帶，兩者彼此旋轉90度互相接合。雖然這24個面皆為正多邊形，但由於其有多種頂角，不滿足點可遞的特性，因此不屬於均勻多面體，這類立體早在1966年由諾曼·詹森（Norman Johnson）命名並給予描述。
在組成五角錐球狀屋頂的24個面中，有20個三角形面和4個正方形面。在其16個頂點中，有4個是5個三角形的公共頂點，在頂點圖中可以用[35]來表示、還有8個頂點是4個三角形和1個正方形的公共頂點，在頂點圖中可以用[34,4]來表示、剩下的4個頂點是2個三角形和2個正方形的公共頂點，在頂點圖中可以用[32,42]來表示。

### 體積與表面積
若一個五角錐球狀屋頂邊長為{\displaystyle a}，則其表面積{\displaystyle A}為：
{\displaystyle A=4+5{\sqrt {3}}a^{2}\approx 12.6603a^{2}}
在92種詹森多面體中，有13種詹森多面體的單位邊長體積（V/a3）無法表達為解析數。而五角錐球狀屋頂就是這13種詹森多面體之一。
由於其體積無法表達為解析數，但可以用近似值表示。邊長為{\displaystyle a}的五角錐球狀屋頂體積近似為：
{\displaystyle V\approx 3.7776453418585752429a^{3}}。
上述體積近似值為以下多項式的最大實根：
|  | 1213025622610333925376 x24 + 54451372392730545094656 x22 − 796837093078664749252608 x20 − 4133410366404688544268288 x18 + 20902529024429842816303104 x16 − 133907540390420673677230080 x14 + 246234688242991598853881856 x12 − 63327534106871321714442240 x10 + 14389309497459555704164608 x8 + 48042947402464500749392128 x6 − 5891096640600351061013664 x4 − 3212114716816853362953264 x2 + 479556973248657693884401 |

### 頂點座標
令{\displaystyle a} ≈ 0.76713為下列多項式的實根
{\displaystyle {\begin{aligned}&256x^{12}-512x^{11}-1664x^{10}+3712x^{9}+1552x^{8}-6592x^{7}\\&\quad {}+1248x^{6}+4352x^{5}-2024x^{4}-944x^{3}+672x^{2}-24x-23\end{aligned}}}
和{\displaystyle h={\sqrt {2+8a-8a^{2}}}}和{\displaystyle c={\sqrt {1-a^{2}}}}。
則邊長為2的五角錐球狀屋頂可以由下列頂點的軌道的並集在沿xz平面和yz平面鏡射所產生的空間對稱群之群作用下給出：
{\displaystyle \left(1,2a,{\frac {h}{2}}\right),\ \left(1,0,2c+{\frac {h}{2}}\right),\ \left(1+{\frac {\sqrt {3-4a^{2}}}{c}},0,2c-{\frac {1}{c}}+{\frac {h}{2}}\right)}

## 相關多面體

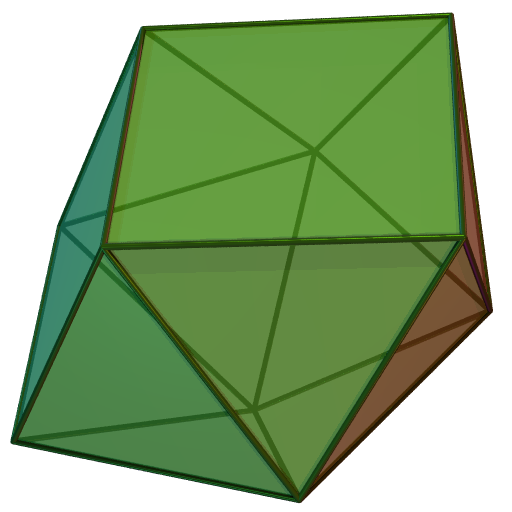
球狀屋頂 （原始的球狀屋頂立體）
球狀屋頂欠側錐 （移除一個五角錐的球狀屋頂）
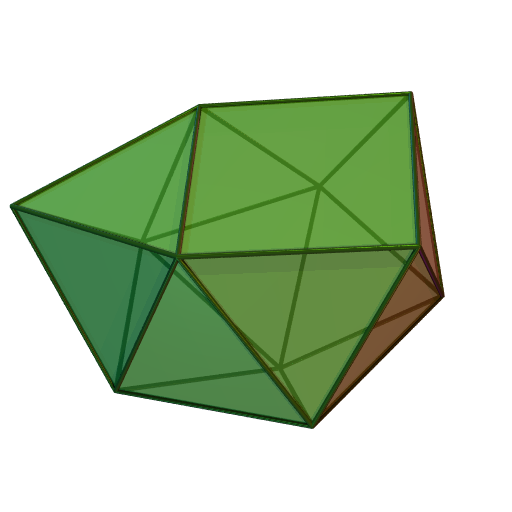
側錐球狀屋頂 （在正方形面疊上正四角錐的球狀屋頂）
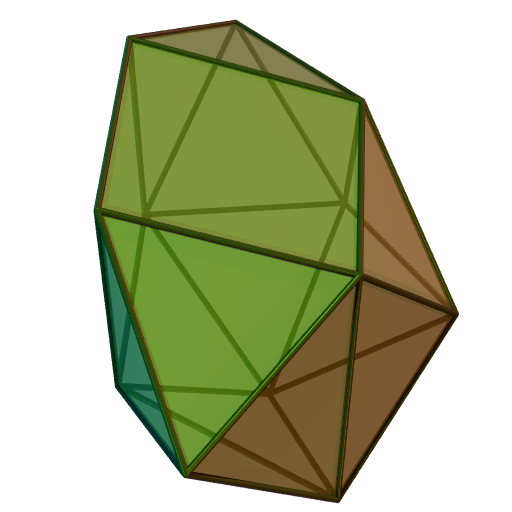
加長型球狀屋頂 （正方形附近的4個位置上各加上1個正三角形的球狀屋頂）
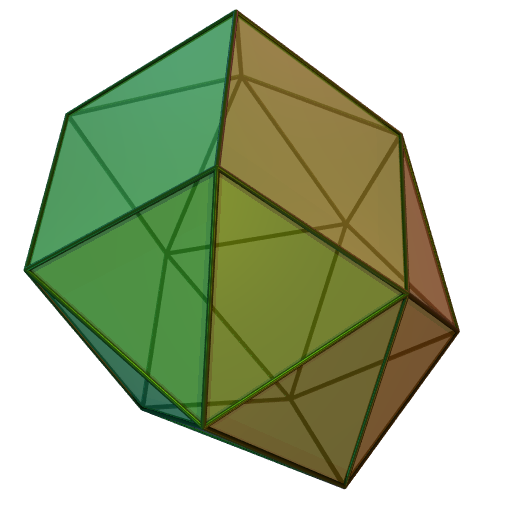
廣底加長型球狀屋頂 （「屋頂」部分由3個正方形組成的球狀屋頂）
廣底加長型球狀屋頂欠側錐 （移除一個五角錐的廣底加長型球狀屋頂）
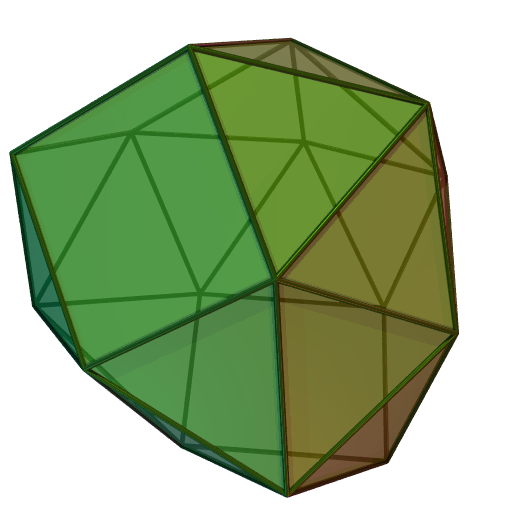
五角錐球狀屋頂 （合併兩個移除了兩個正三角形的球狀屋頂）

## 外部連結
- 埃里克·韦斯坦因. . MathWorld.
  - 埃里克·韦斯坦因. . MathWorld.